# Ey Iran
Ey Iran (persiska: ای ایران) ("O Iran") är en känd persisk hymn som efter den iranska revolutionen 1979 uppnått status som landets inofficiella nationalsång. Texten skrevs 1946 av författaren Hossein Golegolab och musiken komponerades av den berömde kompositören Ruhollah Khaleghi. 
Golegolab blev inspirerad att skiva texten av patriotism i samband med Sovjetunionens ockupation av nordöstra Iran på 1940-talet. Han lär ha sagt: "Under 1944, var ljudet av invaderande arméers stöveltramp på gatorna nog att skaka om varje sann patriots hjärta och det inspirerade mig till att skriva denna sång. Professor Ruhollah Khaleghi skrev musiken och trots all politisk opposition, hittade den sin väg rakt in i folkets hjärta."

## Text på persiska
اي ايران اي مرز پرگهر ، اي خاكت سرچشمه هنر
دور از تو انديشه بدان ، پاينده ماني و جاودان
اي دشمن ار تو سنگ خاره اي من آهنم، جان من فداي خاك پاك ميهنم
مهر تو چون شد پيشه ام، دور از تو نيست انديشه ام
در راه تو كي ارزشي دارد اين جان ما، پاينده باد خاك ايران ما
سنگ كوهت در و گوهر است، خاك دشتت بهتر از زر است
مهرت از دل كي برون كنم، برگو بي مهر تو چون كنم،
تا گردش جهان دور آسمان به پاست، نور ايزدي هميشه رهنماي ماست
مهر تو چون شد پيشه ام، دور از تو نيست انديشه ام
در راه تو كي ارزشي دارد اين جان ما، پاينده باد خاك ايران ما
ايران اي خرم بهشت من، روشن از تو سرنوشت من
گر آتش بارد به پیكرم، جز مهرت در دل نپرورم
از آب و خاك و مهر تو سرشته شد گلم، مهر اگر برون رود گلي شود دلم
مهر تو چون شد پيشه ام، دور از تو نيست انديشه ام
در راه تو كي ارزشي دارد اين جان ما، پاينده باد خاك ايران ما

## Translitteration
Ey Irân, ey marz e por-gohar

Ey xâkat sarcešme ye honar

Dur az to andiše ye badân

Pâyande mâni to jâvedân

Ey došman ar to sang e xârei man âhanam

Jân e man fadâ ye xâk e pâk e mihanam

Mehr e to con šod pišeam

Dur az to nist andišeam

Dar râh e to, key arzeši dârad in jân e mâ

Pâyande bâd xâk e Irân e mâ

Sang e kuhat dorr o gohar ast

Xâk e daštat behtar az zar ast

Mehrat az del key borun konam

Bar-gu bi mehr e to cun konam

Tâ gardeš e jahân o dor e âsemân bepâ'st

Nur e izadi hamiše rahnamâ ye mâ'st

Mehr e to con šod pišeam

Dur az to nist andišeam

Dar râh e to key arzeši dârad in jân e mâ

Pâyande bâd xâke Irân e mâ

Irân, ey xorram behešt e man

Roušan az to sarnevešt e man

Gar âtaš bârad be peykaram

Joz mehrat dar del naparvaram

Az âb o xâk o mehr e to serešte šod gelam

Mehr agar borun ravad tohi šavad delam

Mehre to con šod pišeam

Dur az to nist andišeam

Dar râh e to key arzeši dârad in jân e mâ

Pâyande bâd xâke Irân e mâ